# La terra
Pour plus de détails, voir Fiche technique et Distribution.
La terra est un film italien réalisé par Sergio Rubini, sorti en 2006.

## Fiche technique
- Titre : La terra
- Réalisation : Sergio Rubini
- Scénario : Sergio Rubini, Angelo Pasquini et Carla Cavalluzzi
- Photographie : Fabio Cianchetti
- Montage : Giogiò Franchini
- Musique : Pino Donaggio
- Pays de production : Italie
- Genre : comédie dramatique
- Date de sortie : 2006

## Distribution
- Fabrizio Bentivoglio : Luigi Di Santo
- Paolo Briguglia : Mario Di Santo
- Massimo Venturiello : Aldo Di Santo
- Emilio Solfrizzi : Michele Di Santo
- Sergio Rubini : Tonino
- Giovanna Di Rauso : Angela
- Claudia Gerini : Laura